# Leiothlypis crissalis
La parula del Colima (Leiothlypis celata Salvin e Godman, 1889) è un uccello passeriforme della famiglia dei Parulidi che vive in Messico e in una limitata area del Texas (Stati Uniti).

## Descrizione
È una parula dal piumaggio prevalentemente grigio, con gola, petto e addome più chiari e ali e coda più scure. Il groppone è giallo oliva. Sulla testa grigia vi sono una corona color rossastro chiaro e un anello oculare bianco, non sempre evidenti. Da adulta misura tra gli 11 e i 13 cm di lunghezza; maschi e femmine sono simili. I giovani hanno un piumaggio dalle tonalità più marroni e due barre chiare su ogni ala.
L'aspetto di questa specie risulta molto simile a quello della parula di Virginia (L. virginiae). Se ne differenzia per le dimensioni notevolmente maggiori, per il piumaggio più scuro e per la mancanza della macchia gialla sul petto.

## Distribuzione e habitat
Abita in boschi di conifere o di querce di clima temperato umido o semiumido e altitudine media.
Il suo areale di nidificazione si estende dai Monti Chisos, in Texas, attraverso il Coahuila fino al nord del San Luis Potosí. In inverno migra verso sud, e si distribuisce nelle regioni meridionali della Sierra Madre Occidentale, sulla Sierra Madre del Sud e sulla Fascia Vulcanica Trasversale, dal Sinaloa e dal Durango al Guerrero, e dal Jalisco fino al Distretto Federale.
Costruisce un nido a forma di tazza dove la femmina depone 4 uova bianche con macchie marroni.